# 河下石板街
河下石板街，位于江苏省淮安市淮安区河下街道河下社区，现存湖嘴大街、估衣街、琵琶刘街、中街、花巷街、茶巷街、罗家桥街、粉章巷、干鱼巷等，均以条状麻石板铺成，总长约5公里。这些石板街系清乾隆年间盐商程丹林倡导铺设，用返回的盐船从外地捎带石板压舱，石板用于铺路。
2003年3月，河下石板街公布为第二批淮安市文物保护单位。